# Comté de Gruyère
Pour les articles homonymes, voir Gruyère.
?–1555
Entités précédentes :
- comté d'Ogoz

Entités suivantes :
- Bailliage de Gessenay (Canton de Berne)
- Bailliage de Gruyère (Canton de Fribourg)

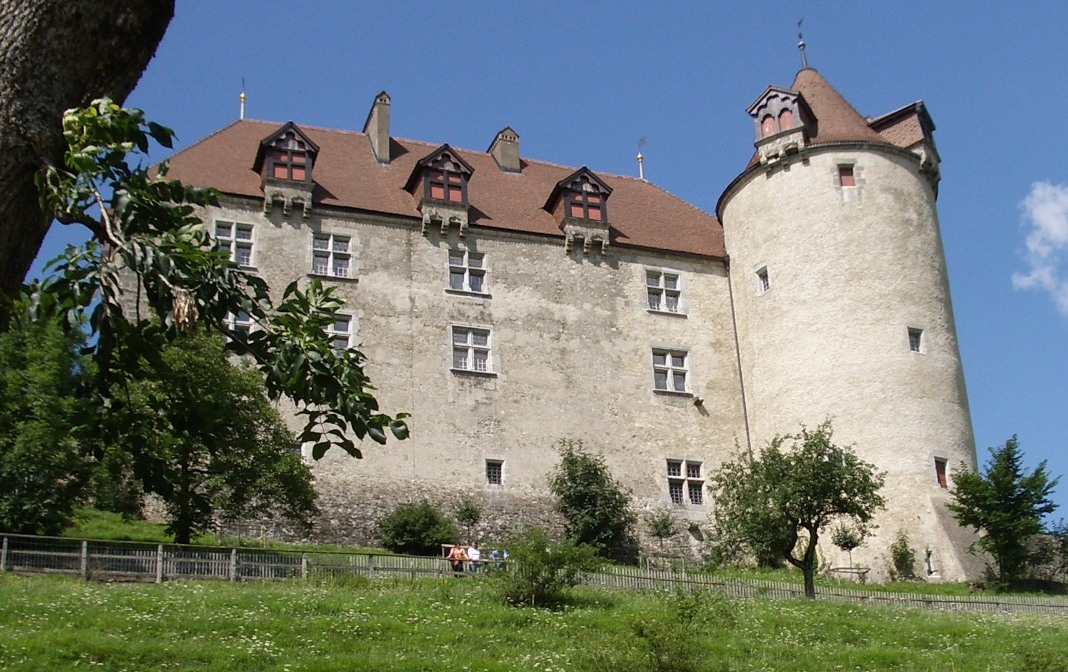
Le Château de Gruyères.

Le comté de Gruyère (prononcé [gry.jɛʁ] ou [grɥi.jɛʁ]) est un ancien comté de Suisse, situé pour sa plus grande partie dans le sud de l'actuel canton de Fribourg.
Attesté à partir du milieu du XIIe siècle, il fait suite au comté d'Ogoz, pays du Saint-Empire romain germanique. Il relève du Royaume d'Arles, dit Deux-Bourgognes, tout en possédant une certaine autonomie, avant de passer sous le contrôle de la maison de Savoie (1244-1536). À la suite de difficultés financières, le comté fut racheté en 1555 par le canton de Fribourg et le canton de Berne, ses créanciers directs.

## Histoire
Le comté de Gruyère est occupé dès le paléolithique, comme l'attestent quelques vestiges. De l'âge du bronze restent des objets plus nombreux, notamment en altitude. L'époque romaine a aussi laissé des traces d'occupation humaine, toujours visibles notamment à Marsens et Vuippens.
Au IXe siècle avec la mort de Charles III le Gros, dernier successeur de Charlemagne, l'ancien royaume de Bourgogne donne naissance à deux royaumes : la Bourgogne-Provence et la Bourgogne-Transjurane.

### Le comté d'Ogoz (Ogo)
Les anciens pagus gallo-romains ayant pris le nom de Gau, un des premiers officiers de cette subdivision territoriale, gouvernée par Rodolphe Ier de Bourgogne, est Turimbert, nommé comte d'Ogo ou Hochgau (traduit par : Haut-Pays, Gau était un terme vieux francique désignant une division politico-géographique d'une nation, l'équivalent d'un district). Ogo est l'ancien nom du comté de Gruyère occupant la totalité de la haute vallée de la Sarine dont le chef-lieu est le Château-d'Œx dans le Canton de Vaud, où le comte exercera le droit de justice pour les eaux et la forêt, cet office est désigné sous le nom de Gruerie, avec le temps il deviendra le nom propre de la famille de Gruyère qui portera le titre de comte dès le IXe siècle comme le prouve la charte de fondation du prieuré de Rougemont. À cette époque il était courant qu'un grand officier, nommé "forestarii", soit investi de cette charge pour assurer l'inspection et la conservation des forêts. Avec l'affaiblissement du pouvoir royal les Grands-Gruyers, ou comtes-forestiers, rendront leurs titres héréditaires et s'érigeront en seigneurs.

### Les châteaux de Gruyère

Armoiries : Une grue d'argent sur fond de gueules

Dès le IXe siècle on voit le comté de Gruyère établi dans ses châteaux. La place centrale du comté était le Château-d'Œx, nommé alors simplement Osgo, pour "castrum in Ogo", dans une charte de 1040, ce château n'est à l'origine qu'une tour de défense bâtie sur un éperon nommé "la Motte" dominant la "vallée d'Œx", ou "val d'Ogo", et abritant la première église de cette contrée et quelques habitations. Plus tard les comtes de Gruyère transféreront leur siège au château de Gruyères. Un acte de 1438 raconte l'origine de la fortification d'Ogo :

« Nous avons appris de nos pères qu'autrefois notre église paroissiale était au lieu dit "le Chanoz", et que de notre seigneur, le comte de Gruyère, était alors sur le mont dit "la Motte", où est maintenant notre église. Or en ce temps-là il y avait grande guerre et contestation entre notre seigneur le comte de Gruyère et le seigneur de Corbières. Cette guerre ayant duré quelque temps, ils s'accordèrent enfin et arrangèrent l'affaire comme il suit, savoir que notre seigneur le comte de Gruyère démolirait la tour qu'il avait sur "la Motte", et des pierres de ladite tour édifierait l'église de Saint-Donat et donnerait "la Motte" avec ses dépendances, ainsi que les libertés et franchises de ladite église, au curé, pour lui, ses successeurs et les habitants... Tant que l'église fut au lieu dit "le Chanoz", le curé de ce lieu s'appela curé d'Oyes, mais depuis sa transformation sur "la Motte", le curé se nomma curé de Châteu-d'Oyes, et la villa attenante à "la Motte" ayent été donnée au curé, fut dès lors appelée "villa de l'église", nom qu'elle a conservé… »

Petit à petit l'influence des seigneurs de Gruyère va s'étendre dans les vallons arrosés par la Sarine depuis sa source au col du Sanetsch jusqu'au château de Simmeneck et du territoire d'Arconciel jusqu'à Romont, plus tard les seigneuries de Corbières, Charmey et Bellegarde formeront une extension de ce comté qui comprendra alors cinq "bannières", ou mandements militaires, désignés sous le nom de « Patria » : 

Ruines du vieux château de Châtel-sur-Montsalvens, Gruyère

- Montsalvens : son château, propriété d'une branche de la maison de Gruyère, commandait le chemin de Charmey et était le siège d'une châtellenie comptant plusieurs villages dont celui de Broc existant depuis 998. Broc abritait une "maison-forte", nommée dans les chartes « château de Broch », habitée par des nobles de ce nom. Dans l'acte de fondation du prieuré de Rougemont figurait un Turincus de Broye, un Hugo de Broc et son frère Vilermus vivaient vers l'an 1160, un Willermus de Broc vers 1290 et un « nobilis vir Rodolphus de Broc » vers 1328. Par la suite cette « maison-forte » devait relever des seigneurs de Montsalvens avant de passer aux comtes de Gruyère.
- Corbières : propriété d'une maison noble, cette seigneurie ne rejoindra celle de Gruyère qu'au XIVe siècle lors du mariage de Pierre IV de Gruyère, seigneur du Vanel, avec Marguerite de Corbières. Ce mandement comprenait Corbières, le Val et Pays du Charmey, qui possédait son propre château, et Bellegarde.
- Château-d'Œx : cette châtellenie comptait plusieurs villages et hameaux, le château devait être démantelé en même temps que celui du Vanel, il ne devait en rester que la grande tour, qui servit de clocher à l'église Saint-Donat, et l'empreinte de son enceinte convertie en cimetière.
- le Vanel : son château, qui s'établissait aux confins du "Pays Roman" et se dressait sur un rocher dominant deux torrents, non loin de Rougemont, gardait le passage étroit de la vallée ; il devait être détruit en 1350 ou 1406 ; ce mandement était divisé en deux châtellenies : Rougemont et Gessenay.
- Gruyère : le château de Gruyères était le chef-lieu de la châtellenie de Gruyère proprement dite et comprenait la commune d'Estavannens ; ce mandement comptait aussi la châtellenie de La Tour-de-Trême, dite aussi "le manoir des comtes de Gruyère", qui avec la Maison de Broch fermaient l'entrée de la basse-Gruyère du côté de Bulle et de Corbières et servaient d'avant-postes.

Le château de Gruyère
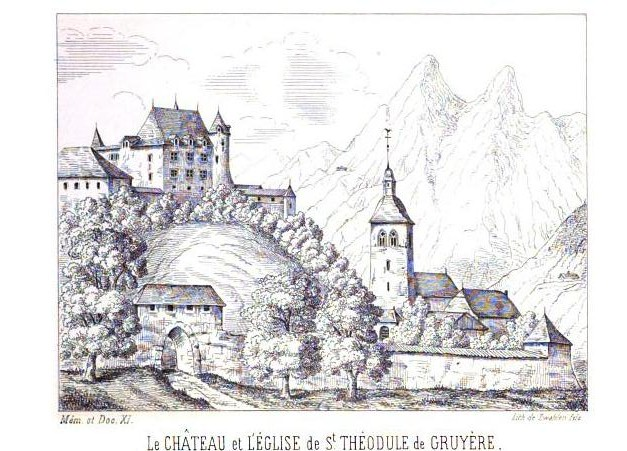
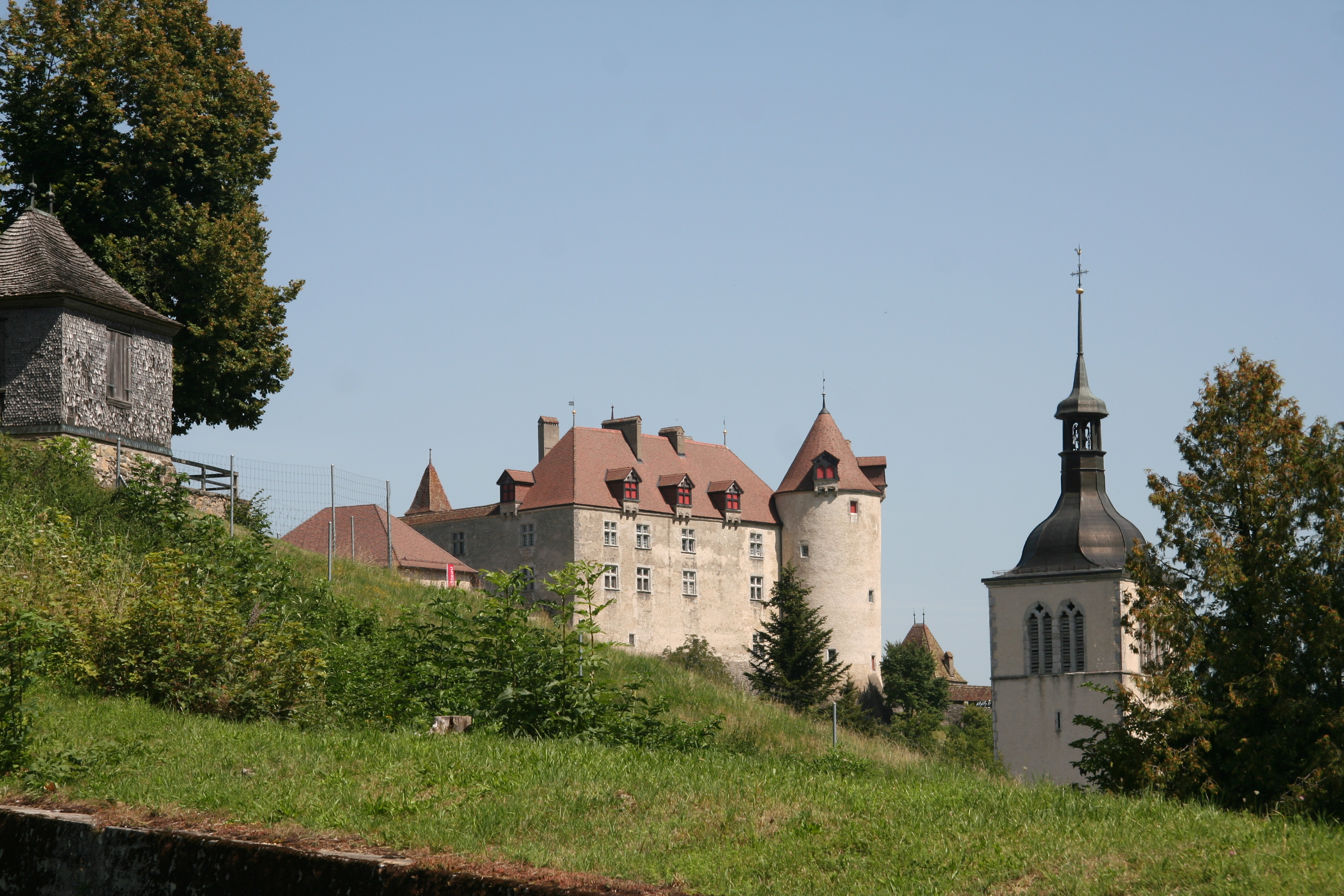
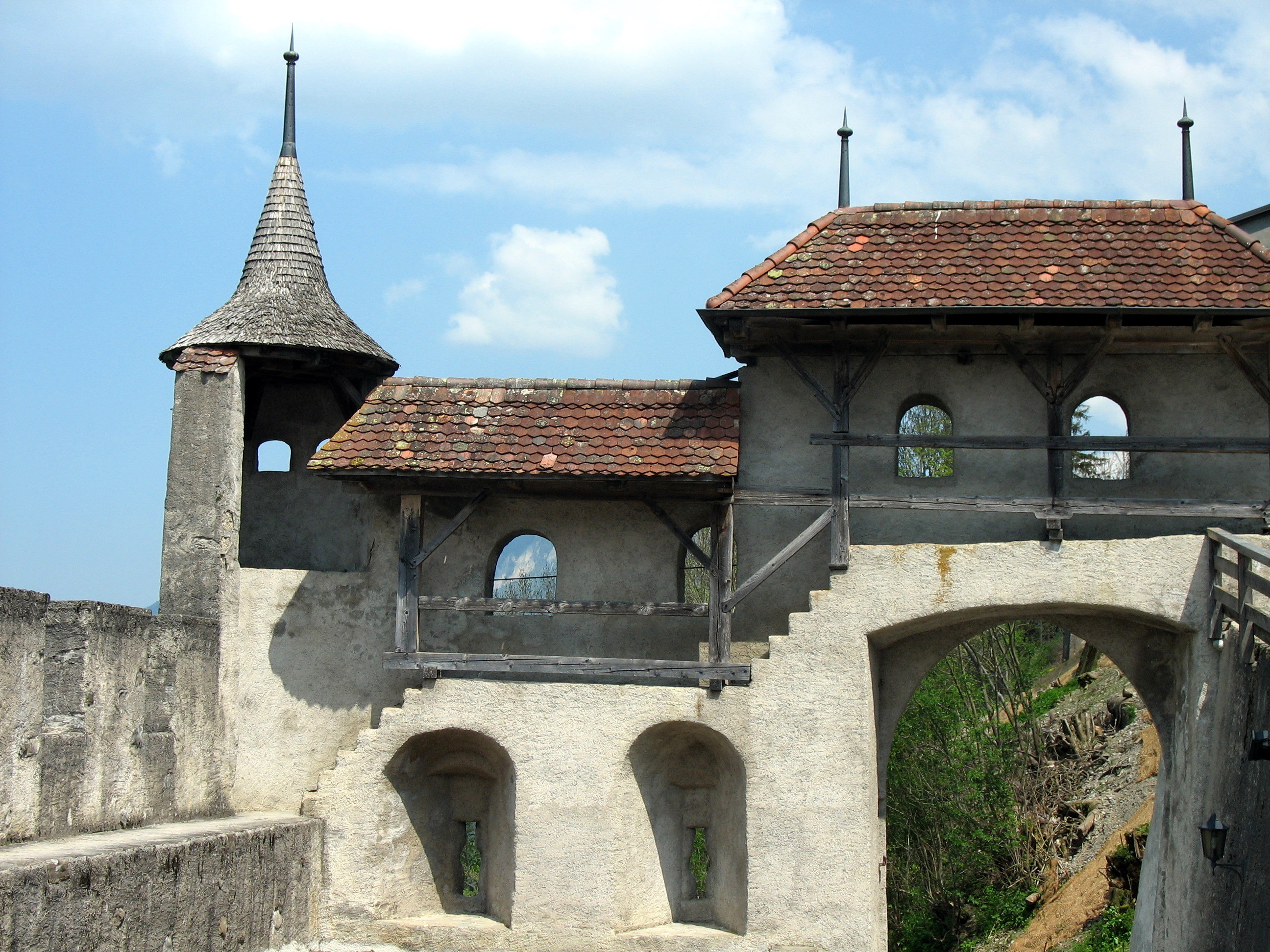
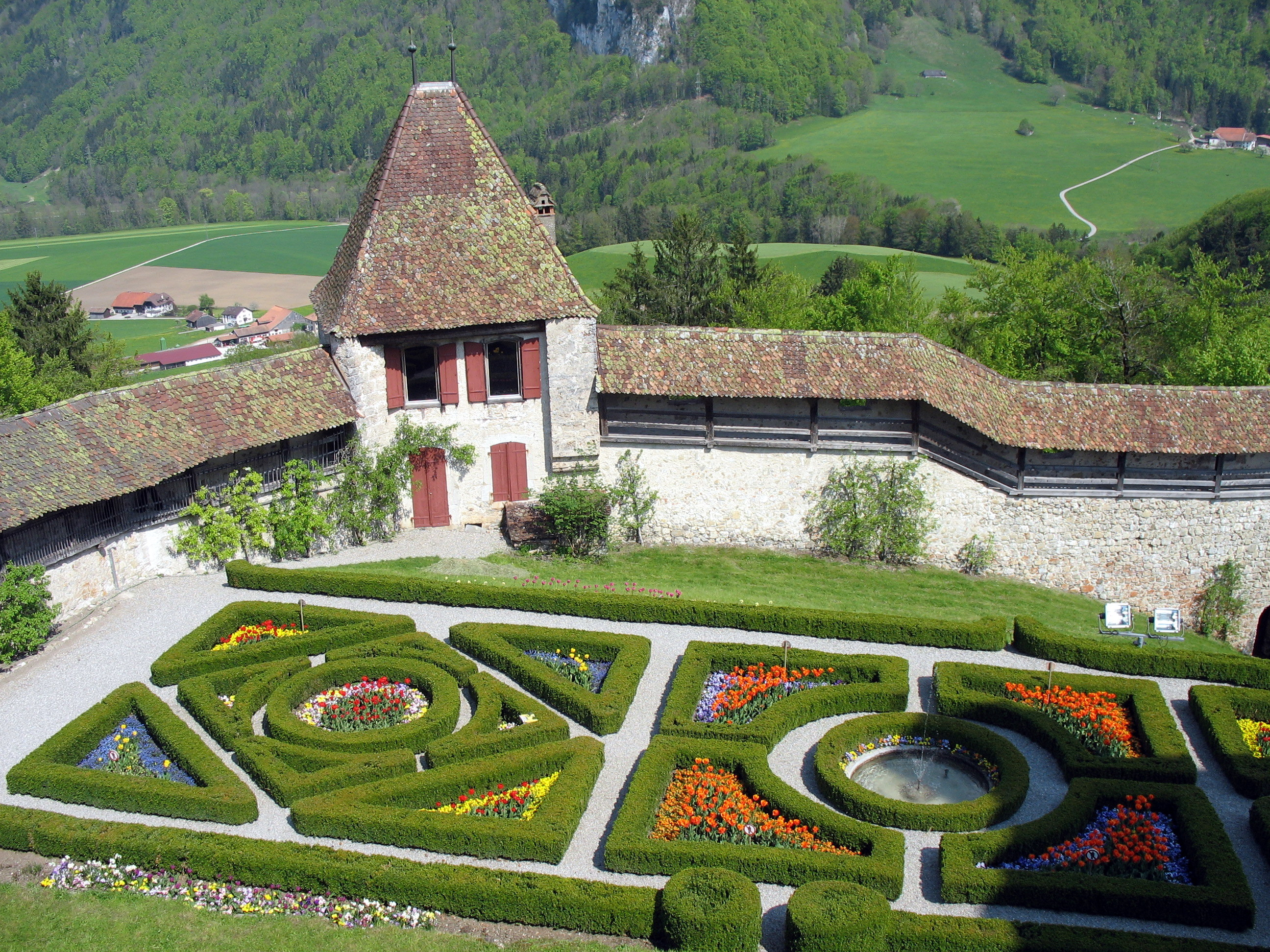
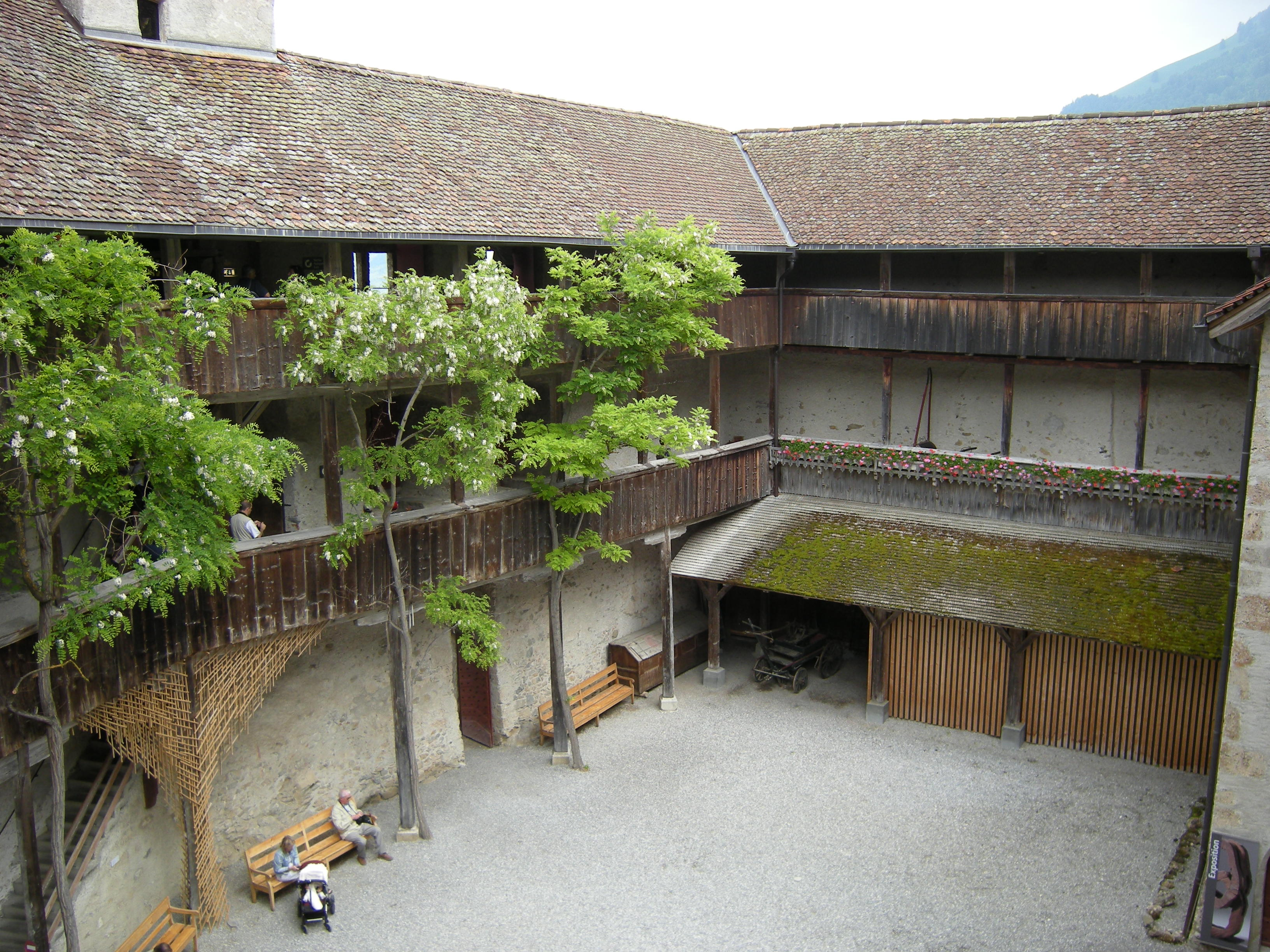
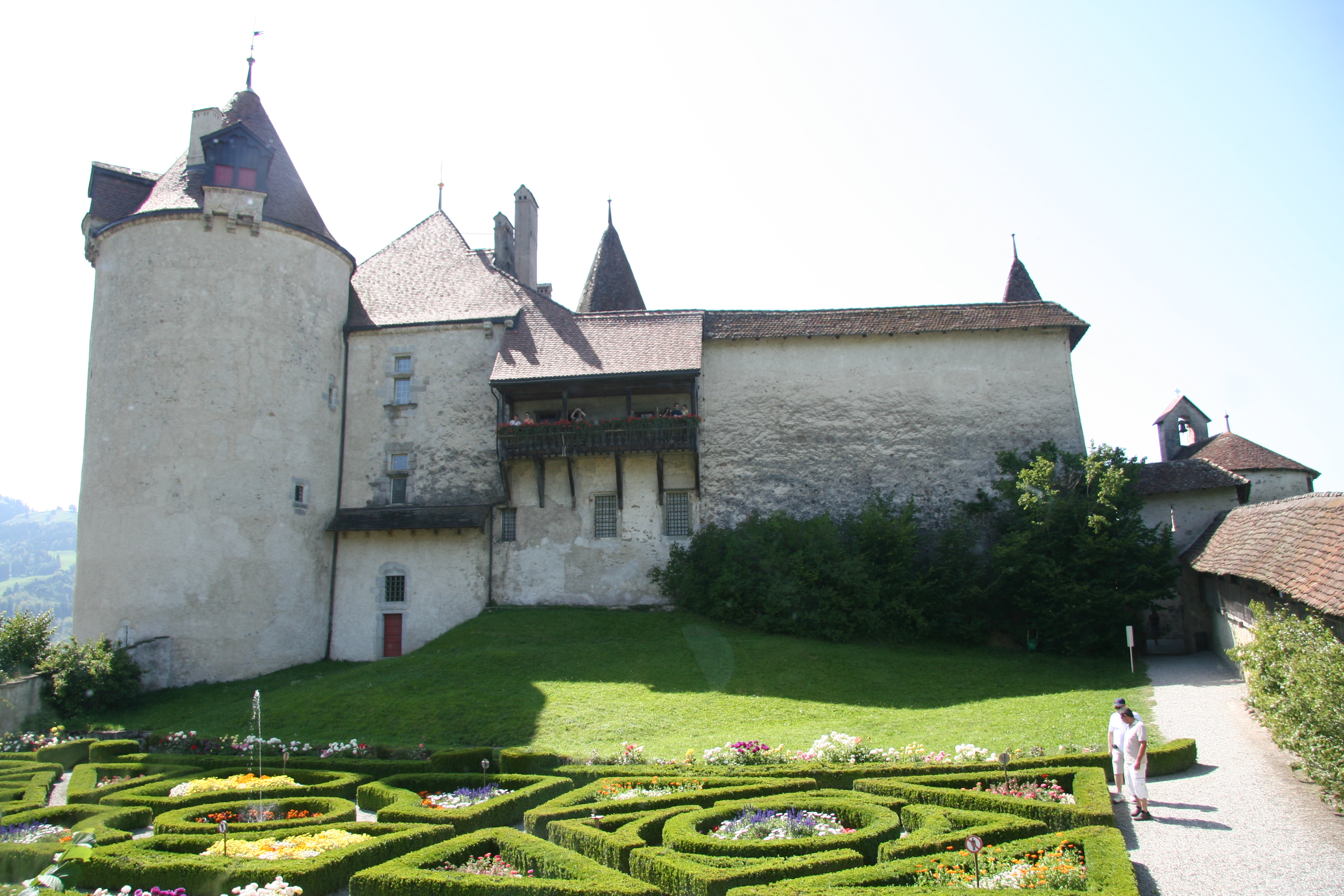
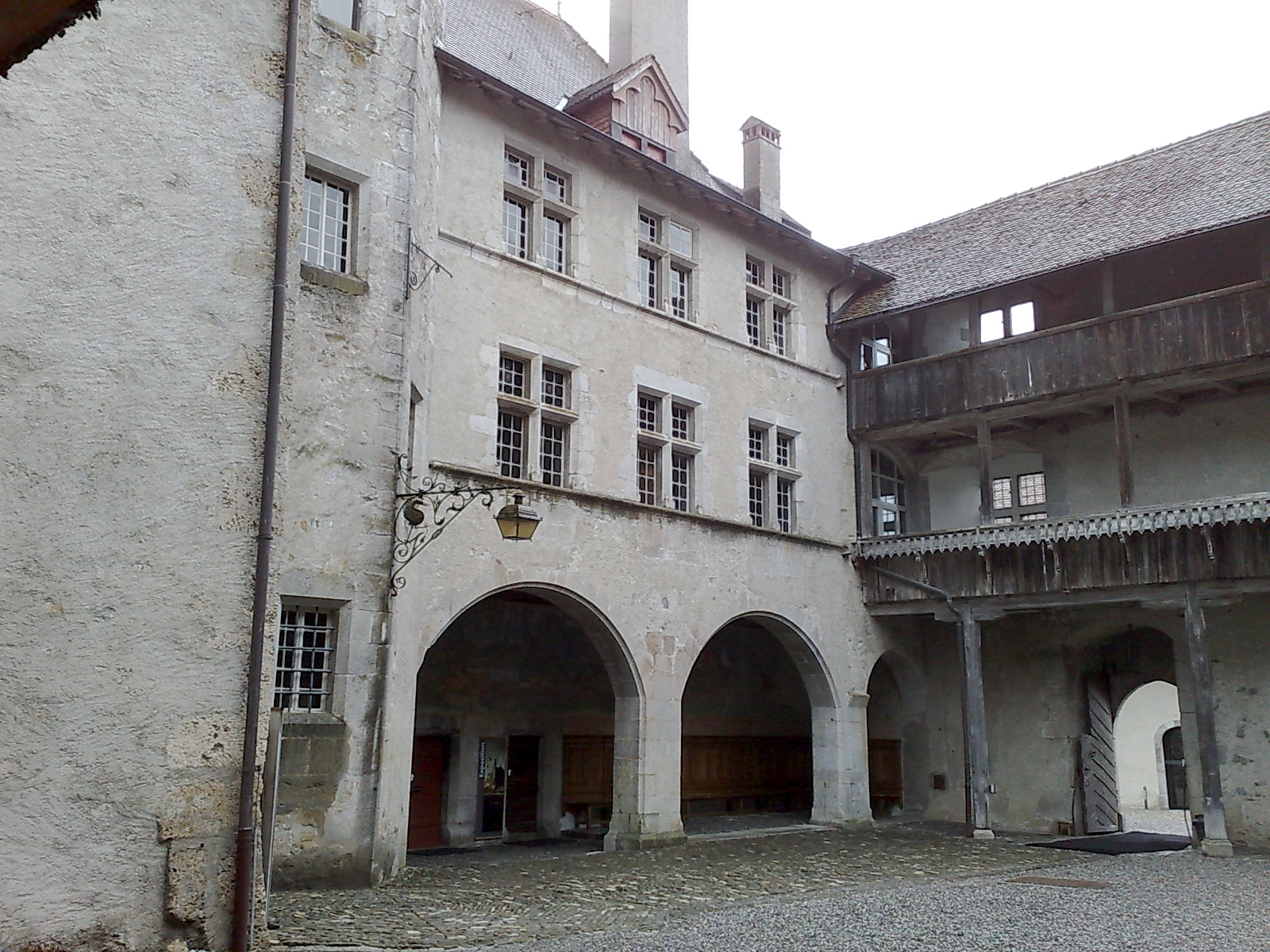

### Le Vanel et Montsalvens
Au XIIIe siècle, aux domaines du comte de Gruyère, nom qu'ils avaient pris depuis Rodolphe Ier en remplacement de celui d'Ogo, s'ajoutent les châtellenies de Montsalvens et Du Vanel. Ces deux dernières terres se partagent entre la maison de Gruyère et la famille de Corbières, c'est Rodolphe IV de Gruyère qui affranchit les habitants en 1388. Après la mort du dernier représentant de la famille de Montsalvens la seigneurie sera reprise par Rodolphe Ier de Gruyère et deviendra l'apanage de l'héritier des Gruyère avant qu'il n'accède au titre de comte.

#### Seigneurs de Montsalvens
- Guillaume Montsalvens[note 1], (? - 1162), dit aussi "Guillaume de Gruyère", seigneur de Montsalvens. Il épouse Julianne, fille de Pierre de Glâne[note 2] et sœur de Guillaume dernier de ce nom, de qui il a[note 3] :
  - Pierre qui suit,
  - Agnès.
- Pierre de Montsalvens, (? - 1180/81), seigneur de Montsalvens. Il épouse Pétronille d'Estavayer[6] de qui il a Guillaume[note 4], (? - 1183/1227). À sa mort sans descendance la seigneurie de Montsalvens revient à Rodolphe Ier de Gruyère.
- Pierre de Gruyère, (avant 1267 - 3/5 septembre 1283), dit « Pierre le Jeune », il est le fils de Pierre II de Gruyère et d'Ambrosie. Il épouse Guillemette, (? - 13 septembre/24 octobre 1319), fille de Pierre Ier de Grandson et d'Agnès de Neuchâtel, de qui il a[note 5] :
  - Rodolphe qui suit,
  - Pierre III de Gruyère, comte de Gruyère,
  - Agnès, dame d'Illens et Arconciel, elle épouse Nicolas d'Englisberg[note 6], (? - 03 août 1317).
- Rodolphe de Gruyère, (? - avant 1307), seigneur de Montsalvens et du Vanel, il épouse Contesson/Contessète[note 7] de qui il a[note 8] :
  - Pierre IV de Gruyère, comte de Gruyère,
  - Jean Ier qui suit,
  - Mermette, elle épouse Henri de Strätlingen[note 9].
- Jean Ier de Gruyère, (1307 - 16 janvier ou 12 février 1369/71), dit Johannod, seigneur de Montsalvens et co-comte de Gruyère[note 10], il épouse en premières noces Isabelle d'Aarberg[note 11], (? - 1351), fille de Jean Ier de Neuchâtel-Valangin et de Jordane d'Oron, puis en secondes noces le 22 août 1359 Marguerite[note 12] fille de Pierre de Billens, en troisièmes noces vers 1363 Marguerite, dame de Blonay, fille de Rodolphe d'Oron et d'Isabelle de Lucinge et en quatrièmes noces vers 1368 Philippa[note 13], fille d'André de Renoyrie. Sans enfants il institue comme héritiers ses neveux Rodolphe IV et Jean.
- Rodolphe de Gruyère, (vers 1356 - 1400/01), co-seigneur d'Oron, seigneur de Montsalvens, d'Aubonne et de Vaugrenant, bailli du Valais et gouverneur des châteaux de Sion. Il est le fils de Rodolphe IV de Gruyère et de Marguerite Alleman/Alamandi. Il se distingue sur les champs de bataille du roi d'Angleterre y ayant suivi Amédée VI de Savoie, en 1380 le général du Comte de Buckingham en parle ainsi : "Adonc fut appelé du comte de Buckingham un moult gentil écuyer de la comté de Savoie, qui autrefois avoit été requis de prendre l'ordre de chevalerie devant Ardre et devant Saint-Omer, et tout sur ce voyage, et s'appeloit Raoul de Gruyères, fils au comte de Gruyères; et lui dit le comte de Buckingham ainsi : Raoul, nous arons (aurons) huy, s'il plait à Dieu et à Saint-Georges, convenant (rencontre) d'armes ; si vueil (je veux) que vous soyez chevalier", Rodolphe refusait cet hommage en laissant la décision au comte de Savoie, ce qui sera fait en 1392 par Amédée VII de Savoie[2]. Il épouse Antoinette, (? - après 1436), fille d'Ansel de Salins-la-Tour et de Jeanne de Montferrand, de qui il a :
  - Antoine de Gruyère, comte de Gruyère, il succède à son grand-père Rodolphe IV de Gruyère,
  - Catherine, (? - 1426), elle épouse le 1er avril 1414 Pierre de Vergy,
  - Jeanne, (? - vers 1468), elle épouse en premières noces Imbert de Grolée puis en secondes noces Antoine d'Orchamps,
  - Guillemette, elle épouse Louis II de Poitiers-Valentinois[note 14], (1354 - 1419).

### Illens et Arconciel

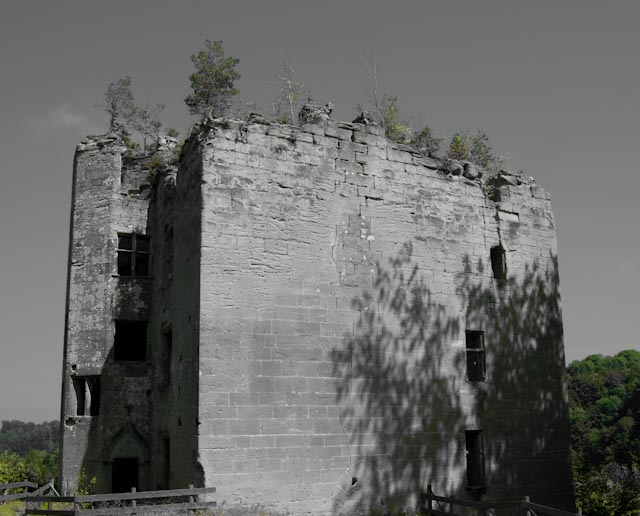
Le château d'Illens

À l'origine Illens, Arconciel, Farvagny et Sales (aujourd'hui Épendes) faisaient partie du comté de Thyr et appartenait à Conon comte d'Oltingen. La seigneurie d'Arconciel-Illens devait entrer dans la maison de Neuchâtel lors du mariage d'Emma de Glâne, héritière de son frère Guillaume (lui-même l'avait reçu de Guillaume II de Bourgogne petit-fils de Conon d'Oltingen) avec Rodolphe Ier de Neuchâtel. Au XIIIe siècle Arconciel-Illens était vendu à Nicolas d'Englisberg, époux d'Agnès de Gruyère (fille de Pierre de Gruyère-Montsalvens et de Guillemette de Grandson et petite fille de Pierre II de Gruyère). Le fief devait revenir dans la famille de Neuchâtel en la personne de Pierre de Neuchâtel-Aarberg qui épousera Luquette fille de Pierre IV de Gruyère. Celle-ci la vendra à Antoine de La Tour-Châtillon en 1377.

### Les Ormonts et Oron
Les Ormonts, anciennement dépendant de l'abbaye de Saint-Maurice, était sous la domination de vassaux de la Maison de Savoie. Dans le courant du XIVe siècle les sires de Pontverre et ceux de Gruyères se disputaient la possession des terres, nommées Les Mosses, situées entre la vallée des Ormonts et Château-d'Œx. Un accord était trouvé entre les deux parties et chacune se partageraient le territoire.
Le dernier seigneur d'Oron, François, fils de Rodolphe d'Oron, qui avait épousé Marie de Gruyère, nommait comme héritier de ses biens le père de celle-ci : Rodolphe IV de Gruyère. Ce dernier, à sa mort, faisait héritiers, à part égal, de la terre d'Oron ses fils Rodolphe et François.

### Aubonne et Coppet
Les seigneuries de Valbonnais et de Coppet appartenaient au début du XIVe siècle à Guillaume Alamandi par son mariage avec Agnès de Thoire et Villars, de plus ce même Guillaume partageait celle d'Aubonne avec Jean II d'Aubonne. Après la mort de Guillaume Alamandi en 1332 l'héritage revint à son fils aîné Humbert qui devait partager ses terres en trois lots entre ses trois filles. C'est pourquoi Aubonne et Coppet étaient sous la souveraineté de Rodolphe IV de Gruyère, François de Pontverre et Othon III de Grandson.
Le fils aîné de Rodolphe IV de Gruyère, nommé aussi Rodolphe, servait avec vaillance le comte de Savoie Amédée VI. Ce dernier, dans l'idée de s'approprier le Valais, avait nommé à la tête de ce comté un membre de sa famille, l'évêque Édouard de Savoie. À la mort du comte Amédée VI les habitants du Haut-Valais prirent les armes et enlevèrent les châteaux de Majorie, de Tourbillon et de Sainte-Valérie de Sion. De là ils marchèrent vers le Bas-Valais et envahirent le Chablais se heurtant à Jean de Cervens dit du Vernay, maréchal de Savoie, au sire de Pontverre et au baron de La Tour. Dans le même temps Amédée VII de Savoie ralliait à sa bannière les seigneurs de la Haute-Bourgogne, du Pays de Vaud, du Dauphiné et du Piémont ; parmi ceux qui envoyèrent des hommes d'armes pour soutenir le comte de Savoie se trouvait Rodolphe IV de Gruyère, vassal de la maison de Savoie et apparenté à celui-ci par sa femme Marguerite Allamand, petite-fille de Jeanne de Savoie. Le comte de Savoie triomphait de cette guerre et reprenait les trois forteresses enlevées qu'il confiait au fils de Rodolphe IV de Gruyère, devenant ainsi "gouverneur des châteaux de Sion". Appelé à d'autres affaires Amédée VII de Savoie remettait au comte de Gruyère le soin d'achever la soumission du Valais ce qui engageait de grands frais au comte Rodolphe. La conquête achevée le comte de Savoie dut régler ces frais de guerre à Rodolphe de Montsalvens, fils de Rodolphe IV de Gruyère, pour un montant de huit mille florins d'or. C'est grâce à cet argent que la maison de Gruyère achetait, en 1393, les parts de François de Pontverre et Othon III de Grandson dans les seigneuries d'Aubonne et de Coppet.

### Étagnières
Le comte de Gruyère possède la seigneurie d'Étagnières en fief de Berne et Fribourg (au sein du bailliage d'Orbe-Échallens). Berne et Fribourg achètent la seigneurie en 1518.

### Indépendance et suzeraineté
Le comté connut une certaine indépendance, même si placé sous la suzeraineté du comte Pierre II de Savoie depuis Rodolphe III en 1244 (comte de 1226 à 1270). En 1331, Pierre III conclut un traité de combourgeoisie avec Fribourg, renouvelé régulièrement. En 1401, un tel traité est conclu par Rodolphe IV (comte de 1366 à 1403) entre Saanen et les communes du Pays-d'Enhaut d'une part, et Berne d'autre part.
En 1404, Antoine devint comte de Gruyère. Le nouveau comte étant mineur, la maison de Savoie décida de placer des administrateurs à Gruyère. Les combourgeoisies signées avec Berne furent annulées. Berne prit alors possession des châteaux du Vanel et de Château-d'Œx. Un traité de paix est signé en 1407, les châteaux sont rendus mais démantelés. Au cours des guerres de Bourgogne, Berne menaça le comte François Ier de guerre afin d'obtenir le passage des troupes confédérées et l'envoi de troupes gruyériennes dans le Pays de Vaud.
Aux XIVe et XVe siècles, le comté s'est agrandi principalement dans le Pays de Vaud en prenant possession des seigneuries de Palézieux, d'Oron et d'Aubonne. Ces acquisitions ont été réalisées grâce à une politique familiale habile.
Les comtes de Gruyère durent vendre des seigneuries à cause de difficultés financières. Ce fut le cas de celle d'Aigremont, vendue à Berne en 1501-1502, celle de Bellegarde (Jaun), acquise en 1474 vendue à Fribourg en 1504 et celle de Corbières (avec Charmey), acquise en 1454, hypothéquée en 1543 et vendue en 1553. Après 1528, Gruyère prit position contre la Réforme, ce qui provoqua des tensions avec Berne. En 1555, Berne acquit différentes seigneuries gruériennes situées dans le Pays de Vaud, seigneuries ayant adopté la Réforme en 1539.
La Confédération reconnut le comté de Gruyère comme pays allié en 1548. Une année plus tard, le comte Michel dut en remettre l'administration à un conseil de vingt-quatre membres appelé Conseil d'État ou Conseil de Gruyère. En 1554, la Diète fédérale déclare le comté de Gruyère en faillite. L'année d'après, Fribourg et Berne se partagent ses biens. Berne prend possession de la Gruyère d'en-haut, soit Gessenay (Saanen), Rougemont, Château-d'Œx et Rossinière. Fribourg prend le reste qui devint alors bailliage fribourgeois.